# صحافی
صحافی (به انگلیسی: Bookbinding)، یا جلد کردن کتاب، به عمل تا کردن، ترتیب (قرار دادن فرم‌های تا شده در کنار هم)، ته‌دوزی، جلدگذاری و در نهایت برش کتاب گفته می‌شود.
فرم‌های صحافی شده متن کتاب، به وسیلهٔ ماشین یا دستگاه تاکن بر اساس قطع کتاب؛ تا می‌شود و سپس فرم‌ها به وسیلهٔ ماشین صحافی ترتیب (مرتب شدن و در کنار هم قرار دادن) می‌شوند (مثلاً یک کتاب ۱۶۰ صفحه‌ای رقعی، دارای ۱۰ فرم صحافی ۱۶ صفحه‌ای است که باید مرتب شوند: فرم یک، فرم دو، …، فرم ده) و سپس بسته به نوع صحافی با ماشین صحافی که می‌تواند چسب، مفتول زن، دوخت و جلدسازی باشد به جلدها متصل می‌شوند. در نهایت براساس قطع استاندارد برش خورده و در اینجا مرحله صحافی به پایان می‌رسد.
در رنگ، اندازه و جنس به صورت جداگانه صحافی می‌شوند و در مرحلهٔ صحافی لابه لای فرم‌ها قرار می‌گیرند.
صحافی فن تنظیم و به‌هم‌بستن صفحات کتاب یا امثال آن و قرار دادن آنها بین دو پوشش (جلد) به‌منظور یکجا نگاهداشتن صفحات و جلوگیری از فرسوده یا پاره شدن و تسهیل استفاده از آنها را صحافی گویند. جلد کتاب ممکن است نازک یا ضخیم باشد. جلدهای ضخیم را از مقوا می‌سازند و روی آن را پارچه، چرم طبیعی، یا چرم‌ مصنوعی ( گالینگور )، یا ترکیبی از این مواد می‌کشند.
در گذشته به این حرفه ورّاقی نیز گفته می‌شده که البته جز صحافی و جلد کردن کتاب، مواردی همچون نسخه‌نویسی و تهیهٔ رونوشت و تکثیر کتاب را نیز در بر می‌گرفته‌است.

## پیشینه هنر صحافی در ایران
صحافی و جلدسازی در عصر صفویه به اوج رسید و هنرمندان  قزوین و اصفهان در تکامل آن ابتکار و خلاقیت بی‌مانندی از خود نشان داده بود. در دوره صفویه در سمرقند، بخارا، قزوین، مشهد و اصفهان کاغذسازی رواج داشته و تا زمان قاجار نیز ادامه پیدا کرد ولی بعد از آن کاغذسازی دستی تنزل و کاغذسازی به شکل دیگری(ماشینی) رواج پیدا کرد.
این هنر در دوره تیموریان و به ویژه در مکتب هرات پایه‌گذاری شده بود. انتخاب قزوین به عنوان اولین پایتخت صفویه و حمایتی که از هنرمندان به عمل آمد و با حضور هنرمندانی چون میرعماد حسنی(میرعماد قزوینی عمادالملک) در این دوره باعث شد کتابها و قرآن‌های دست نوشته مجلل و فاخر بسیاری به بهترین وضع و شیوه صحافی شوند. و بعدها در اوایل انتقال پایتخت از قزوین به اصفهان نسخه‌های زیادی از شاهنامه، اشعار نظامی، جامی و آثار سایر سرایندگان نامدار و مشهور به دست جلدسازان و صحافان به شاهکارهایی از هنر تبدیل بشوند. در این زمان بود که آثار خطاطان بزرگ نستعلیق مانند سلطان علی مشهدی، میرعلی کاتب و دیگران جمع‌آوری شد و جلدسازان با استفاده از روش‌های ابداعی خویش آثاری به وجود آوردند که بسیاری از آنها امروز زینت بخش موزه‌های بزرگ جهان است. هنرمندان بزرگ این فن در فنون پرینت و اقسام جلدسازی سوخت و روغنی و ساه و حاشیه‌سازی کتب این هنر را به جایی رساندند که بسیاری از آثار این دوران بر مکتب هرات برتری یافتند. در دوره صفویان هنرمندان این رشته از صنعت دستی در بیشتر صنایع ظریفه آن روزگار مهارت داشتند به‌طوری‌که در شرح حال اکثر قریب به اتفاق این هنرمندان می‌بینیم در خطاطی و نقاشی و تذهیب و مرکب‌سازی و میناکاری و کاغذسازی نیز سرآمد بودند. پس از دوره صفوی با انتقال پایتخت از اصفهان هنر صحافی نیز مانند دیگر هنرها در بوته فراموشی گرفتار شد. در دوران قاجار بار دیگر صحافان و جلدسازان به احیاء این هنر پرداختند. از بزرگان این هنر در دوران قاجاریه آقا محمدتقی صحاف اصفهانی است که علاوه بر صحافی و جلدسازی در طراحی و رسامی و طرح نقشه‌های قالی و کاشی کاری و معرق‌سازی با پوست و بسیاری از فنون دیگر در زمان خود بی‌نظیر بود.
فردریش لانکامرر در سال‌های پس از جنگ دوم تا پس از انقلاب ایران نقش مهمی در صنعت صحافی ایران داشت و کتاب‌های صحافی شده او در موزه‌ها و مجموعه‌های خصوصی نگهداری می‌شود.

### صحافی از نگاه ابن‌خلدون
ابن خلدون، جامعه‌شناس و تاریخ‌نگار تونسی، صنایع را به دو دسته تقسیم می‌کند:
۱. صنایعی که در اجتماع ضروری هستند. ۲. صنایعی که از لحاظ موضوع شریف شمرده می‌شوند.
او کتابت و صحافی و استنساخ کتب را جزو صنایع دستهٔ دوم طبقه‌بندی می‌کند و دربارهٔ آن می‌گوید: «این صنعت نیاز انسان را حفظ می‌کند، و آن را از دستبرد فراموشی نگه‌می‌دارد، و اندیشه‌ها و خاطرات درونی انسان را به کسانِ غایبی که از وی دورند می‌رساند، و نتایج اندیشه‌ها و دانش‌ها را در کتب جاویدان می‌سازد [...] و دارندهٔ آن با پادشاهان بزرگ همبزم می‌شود و به محفل خلوت و بزم آنان راه می‌یابد»

## هنرمندان معاصر صحافی سنتی ایران
به ترتیب الفبای فامیلی
مهدی حاجی سیدجوادی
هادی عتیقی
محمدحسین علیقلی
حسین فیضی
حسینعلی متین‌رضا
حمید ملکیان

## انواع صحافی
- صحافی نرم
- صحافی سخت

## انواع صحافی نرم
- صحافی شومیز یا ته چسب

## انواع صحافی سخت
- صحافی چرمی
- صحافی گالینگور
- صحافی شومیز ساده
- صحافی شومیز با سلفون